# ديفيد تومسون (سياسي نيوزلندي)
ديفيد تومسون (بالإنجليزية: David Spence Thomson)‏ هو فلاح وسياسي نيوزلندي، ولد في 15 نوفمبر 1915 في نيوزيلندا، وتوفي في 25 أكتوبر 1999. حزبياً، نشط في الحزب الوطني في نيوزيلندا. وقد انتخب عضو مجلس الشورى البريطاني وانتخب وزير العدل ‏ (12 ديسمبر 1975 – 13 ديسمبر 1978) وانتخب عضو مجلس النواب النيوزيلندي.